# Episcia rubra
Episcia rubra är en tvåhjärtbladig växtart som beskrevs av Feuillet. Episcia rubra ingår i släktet Episcia och familjen Gesneriaceae. Inga underarter finns listade i Catalogue of Life.